# گروسمولزن
گروسمولزن (به آلمانی: Großmölsen) یک شهر در آلمان است که در زومردا واقع شده‌است.